# عرشانی
عرشانی (به عربی: عرشانی) یک روستا در سوریه است که در ناحیه مرکزی ادلب واقع شده‌است. عرشانی ۹۳۵ نفر جمعیت دارد.